# Gerson King Combo (álbum)
Gerson King Combo é o segundo álbum de estúdio do cantor brasileiro Gerson King Combo, lançado pela Polydor em 1977 - em LP - e relançado pela Universal Music Group em 2001 - em CD.

## Antecedentes
No final da década de 1960 e início dos anos 70, apareceu um novo tipo de baile no Rio de Janeiro. Por influência de dois DJ's cariocas - Big Boy e Ademir Lemos - este novo tipo de baile - chamados de Bailes da pesada - tocava sucessos de funk e soul americano, ocorrendo, inicialmente, no Canecão e, depois, por toda a zona norte do Rio de Janeiro. A partir destes primeiros, diversos bailes começaram a pipocar na periferia da cidade, tocando o mesmo estilo musical. Assim, começaram a surgir diversas equipes de som - como Furacão 2000 e Soul Grand Prix - e várias bandas para tocar aquela música. Gerson tocou e dançou nesses bailes com sua banda, sendo aclamado como "rei dos bailes" e "James Brown brasileiro", pelo seu estilo de dançar imitando James Brown. Assim, ele grava diversos compactos no início dos anos 70, pelas gravadoras Tapecar e Odeon e participa de uma coletânea pela Polydor, todos sem conseguir sucesso radiofônico, nem penetração nos bailes.
Tudo mudou no dia 17 de julho de 1976, quando a jornalista Lena Frias publicou matéria de 4 páginas no caderno cultural do Jornal do Brasil sobre o movimento Black Rio, enfocando nos bailes e na atitude das pessoas. A partir daquele momento, o movimento de periferia passaria a ganhar a atenção não só da mídia e da indústria cultural brasileira, bem como do aparato repressivo do regime. Logo, diversos artistas que tinham penetração naqueles bailes - que chegavam a concentrar de 500 mil a 1 milhão e meio de pessoas por fim de semana - passaram a assinar contratos com grandes gravadoras, na tentativa destas de vender a este imenso mercado consumidor. Deste modo, Gérson assina contrato com a Polydor.

## Gravação
O álbum foi gravado juntamente com a banda União Black, no estúdio Phonogram, da Polygram (dona do selo Polydor), com a produção de Ronaldo Corrêa, direção artística de Pedrinho da Luz, e arranjos de Pedro da Luz, Marcelo, Ronaldo Corrêa, Augusto César e do maestro Miguel Cidras.

## Recepção
Quando do seu lançamento, o álbum foi recebido de modo frio pela crítica especializada, sendo considerado apenas uma imitação, uma cópia do som de James Brown, sem nenhuma originalidade. Também era comum a crítica à "americanização" da cultura brasileira, como era visto o movimento Black Rio como um todo. Apesar disso, as vendagens do disco foram boas o suficiente para emplacar dois relativos sucessos - "Mandamentos Black" e "God Save the King" - e justificar um segundo álbum pela mesma gravadora, no ano seguinte. Hoje em dia, o álbum é considerado um dos grandes lançamentos da música negra brasileira nos anos 70. Em 2001, a Universal Music Group relançaria este disco e o seu sucessor em CD.

## Faixas
| Lado A         |                                |                                             |         |  |
| N.º            | Título                         | Compositor(es)                              | Duração |  |
| 1.             | "Mandamentos Black"            | Augusto César, Pedrinho & Gerson King Combo | 4:02    |  |
| 2.             | "Just for You"                 | R. Combo & Mário Correa                     | 3:26    |  |
| 3.             | "Andando nos Trilhos"          | Gerson King Combo & Augusto César           | 3:42    |  |
| 4.             | "Esse É o nosso Black Brother" | Gerson King Combo, Augusto César & Pedrinho | 3:52    |  |
| 5.             | "Swing do Rei"                 | R. Combo                                    | 3:08    |  |
| Duração total: | Duração total:                 | Duração total:                              | 18:10   |  |

| Lado B         |                     |                                        |         |  |
| N.º            | Título              | Compositor(es)                         | Duração |  |
| 1.             | "Hereditariedade"   | R. Combo                               | 3:40    |  |
| 2.             | "Foi um Sonho Só"   | R. Combo & Augusto César               | 3:32    |  |
| 3.             | "Uma Chance"        | Gerson King Combo, R. Combo & Pedrinho | 5:25    |  |
| 4.             | "God Save the King" | R. Combo                               | 3:42    |  |
| 5.             | "Blows"             | R. Combo                               | 2:13    |  |
| Duração total: | Duração total:      | Duração total:                         | 18:32   |  |

## Ficha Técnica
- Direção artística: Pedro da Luz (Pedrinho)
- Produtor executivo: Ronaldo Corrêa
- Técnicos de Gravação: João Moreira, Luiz Cláudio e Jairo Gualberto
- Assistentes de estúdio: Mr. Anibal e Julinho
- Mixagem: João Moreira
- Montagem: Jairo Gualberto e Luiz Cláudio
- Corte: Luigi Hoffer
- Arranjos: Maestro Miguel Cidras
- Arranjos de base: Pedrinho, Marcelo, Ronaldo Corrêa e Augusto César
- Direção de arte: Aldo Luiz
- Lay out e Arte final: Nilo de Paula
- Fotos: José Maria